# Cholecystektomia

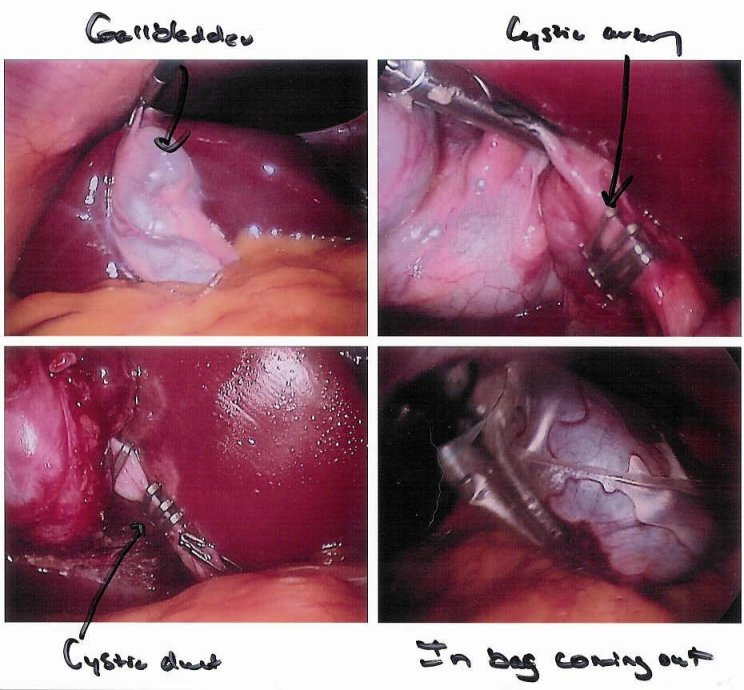
Cholecystektomia widziana w laparoskopie

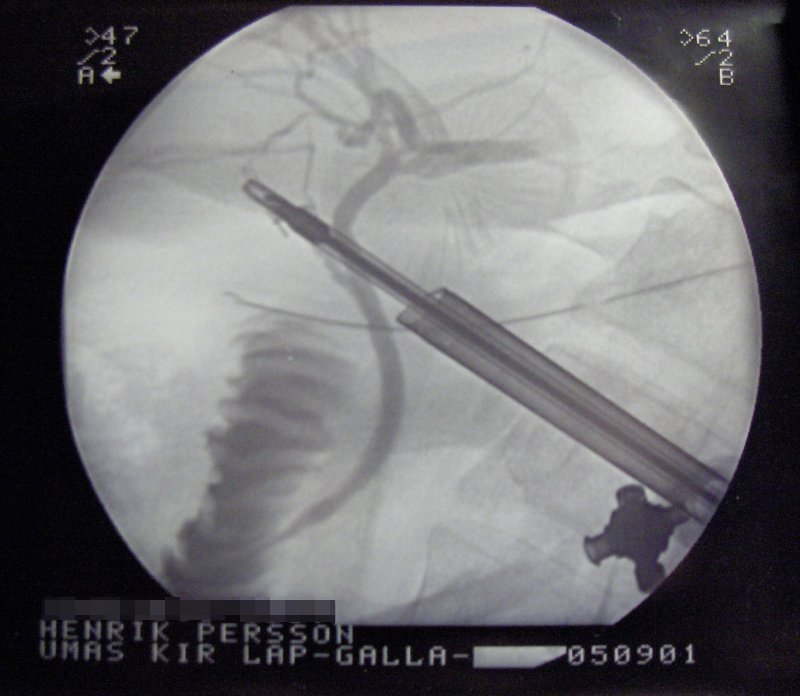
Zdjęcie rentgenowskie w trakcie laparoskopowej cholecystektomii

Cholecystektomia – zabieg chirurgiczny polegający na usunięciu pęcherzyka żółciowego, najczęściej z powodu kamicy żółciowej.
Zabieg można wykonać metodą klasyczną, polegającą na klasycznym chirurgicznym rozcięciu powłok brzucha (w linii pośrodkowej lub w okolicy podżebrza prawego) i następowym wycięciem pęcherzyka żółciowego. Tą metodą bezwzględnie należy wykonać cholecystektomię w przypadku raka pęcherzyka żółciowego.
Wycięcie pęcherzyka jest wskazane:
- w przewlekłym zapaleniu pęcherzyka z kamicą (cholecystitis calculosa chronica),
- w ostrym zapaleniu pęcherzyka (cholecystitis acuta),
- w przedziurawieniu pęcherzyka,
- w niektórych urazowych obrażeniach wątroby,
- w żółciowym zapaleniu otrzewnej bez przedziurawienia dróg żółciowych,
- po sfinkterotomiach.

Obecnie preferowana jest cholecystektomia laparoskopowa, czyli operacja wykonana przy pomocy laparoskopu, gdyż ta technika wiąże się z:
- mniejszymi dolegliwościami bólowymi (nie wymaga przecinania mięśni brzucha)
- szybszym zdrowieniem i krótszym pobytem szpitalnym
- lepszymi efektami kosmetycznymi
- mniejszą liczbą powikłań pooperacyjnych, takich jak gorączka i infekcja.

Najczęstszym powikłaniem zabiegu cholecystektomii jest uszkodzenie przewodu żółciowego, które wymaga operacji naprawczej z uwagi na potencjalną możliwość rozwoju żółciowego zapalenia otrzewnej.